# Mirentxu Loyarte
Mirentxu Loyarte Esparza, también conocida como Mirentxu Loiarte o Mirentxu Loxarte  (Pamplona, 1938) es la primera directora de cine vasca. Comprometida con el cine como herramienta política y cultural realizó un corto y un documental. Próxima al movimiento abertzale, en los años 80 se exilió y puso fin a su carrera como cineasta.

## Trayectoria
Estudió en el Conservatorio del Cine Francés y formó parte del movimiento que inició la producción cinematográfica vasca a partir de los 60 y que tuvo como punto de partida  Ama Lur (1968) de Fernando Larruquert y Néstor Basterretxea, acompañando las reivindicaciones políticas y lingüísticas. Fueron los primeros pasos de Iñaki Núñez, Iñigo Silva, Javier Rebollo, Juan Ortuoste o Imanol Uribe junto a la propia Loyarte
«En nuestra "resistencia cultural" hay un punto cuasi-marginado: el cine. Y sin embargo no es necesario elaborar panfleto alguno para convencer de su vital importancia (...) nosotros necesitamos ese arma», declaró Loyarte en la revista Punto y Hora en 1977.

## Obra
Su primera obra es el cortometraje, Irrintzi (1978), versión filmada de un texto de Luis Iturri en la que, mezclando fotografías de la realidad vasca en la calle y actuaciones de coreografía en un escenario denuncia la represión al pueblo vasco, y que recibió el Premio Especial de Calidad de la Dirección General de Cinematografía Española.
. Fue también uno de los primeros trabajos como actriz de Mariví Bilbao. En el corto participó como director de fotografía Javier Aguirresarobe que posteriormente sería uno de los especialistas más premiados del cine vasco y que también fue el director de fotografía de su segundo trabajo, el documental Ikiska 12 (1981) en el que cuatro mujeres del País Vasco hablan sobre su situación. Fue el último de sus trabajos cinematográficos. Después por causas políticas tuvo que abandonar el País Vasco aunque ha seguido vinculada con el ámbito de la cultura.

## Filmografía
- 1978 Irrintzi (corto)
- 1981 Ikuska 12 (Euskal Emakumeak)

## Premios
- 1978 Premio especial de calidad de la Dirección General de Cinematografía Española por Irrintzi

## Documental
- En 2017 se estrenó el documental Irrintziaren oihartzunak dirigido por Iratxe Fresneda recuperando la trayectoria de Loyarte.[9]